# Dollfus-Mieg et Compagnie
Pour les articles homonymes, voir DMC.
Dollfus-Mieg et Compagnie (abrégé en DMC) est une entreprise textile française créée à Mulhouse en 1746 par Jean-Henri Dollfus. Elle fut au cours du XXe siècle l'un des plus grands groupes de textile et industriel européens. Ses propriétaires furent clients et actionnaires des mines de charbon de Ronchamp.
Cotée à la bourse de Paris depuis 1922, elle fusionne avec la société lilloise Thiriez et Cartier-Bresson en 1961. Après avoir traversé une crise dans les années 1990, l'ancienne société est liquidée en 2009. Une nouvelle entité est créée en 2019.

## Histoire

### XVIIIesiècle
Introduite à Mulhouse au milieu du XVIIIe siècle, l'impression sur étoffes permit de fabriquer les indiennes qui firent la fortune de la bourgeoisie de cette ville. Parmi celle-ci, la famille Dollfus, liée à la famille Koechlin et Engel, a compté de nombreux entrepreneurs, comme Jean-Henri Dollfus.
À la fin du siècle, les Dollfus installent une fabrique dans le village voisin de Dornach (aujourd'hui intégré à la ville de Mulhouse), le long d'un cours d'eau, le Steinbaechlein, favorable au traitement des tissus. La région de Mulhouse joue ainsi, après Genève, un rôle central dans l'histoire des indiennes de coton en Europe.

### XIXesiècle

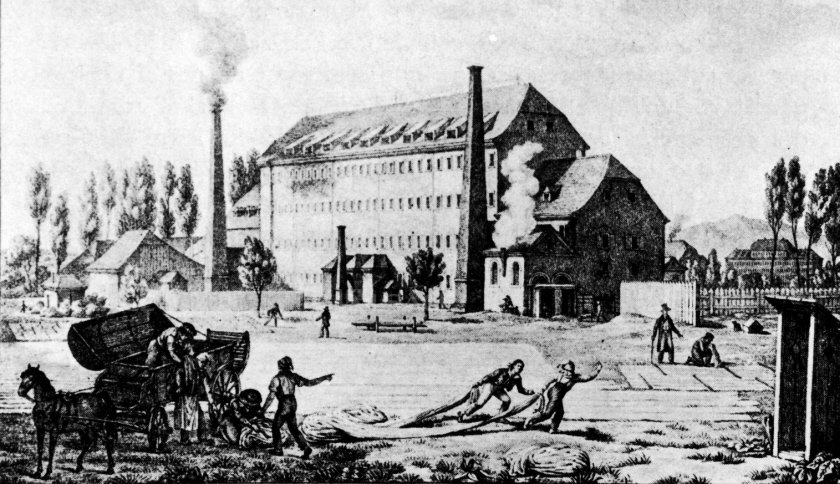
La filature en 1812.

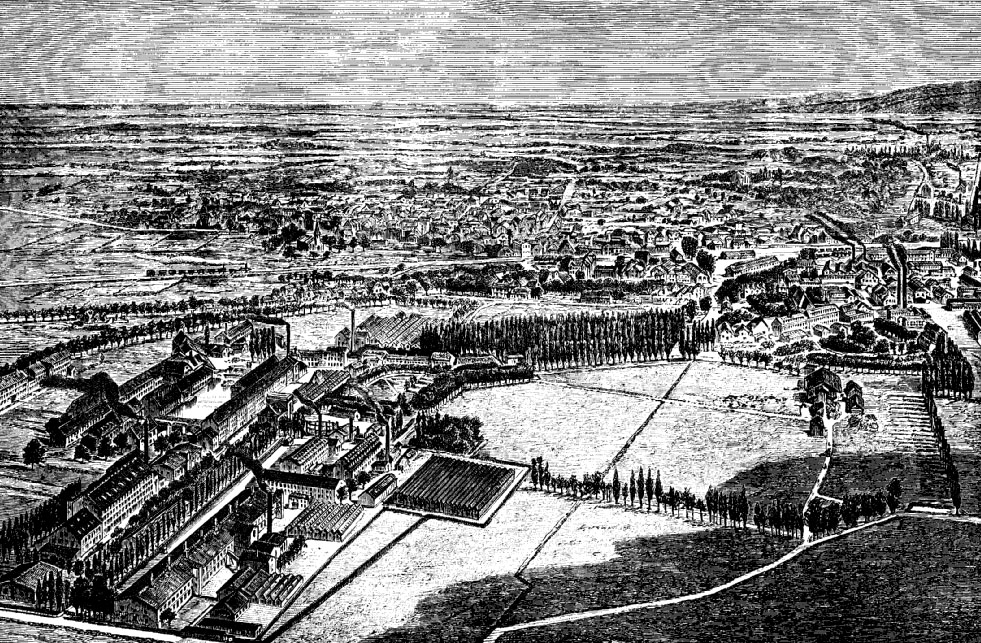
L'usine de Dornach
(gravure du XIX).

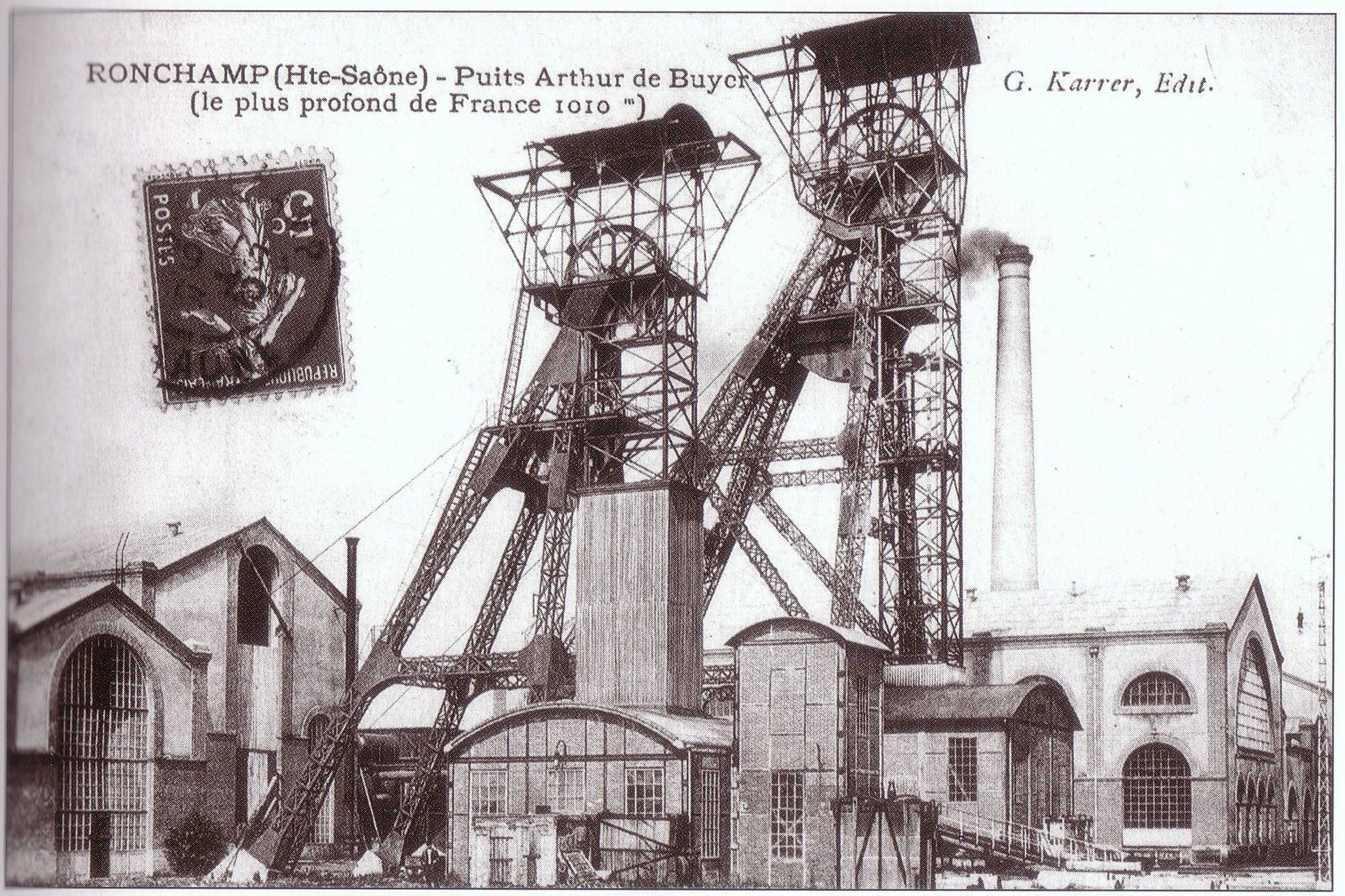
Le puits Arthur-de-Buyer des houillères de Ronchamp au début du XX.

Reprise par Daniel Dollfus, un neveu de Jean-Henri Dollfus, grâce à l'apport de son épouse Anne-Marie Mieg, l'entreprise est restructurée sous la forme de la société Dollfus-Mieg et Compagnie, créée le 21 mars 1800. L'activité de l'entreprise se diversifie sous le Premier Empire, avec l'introduction du tissage et de la filature mécanique, ce qui lui permet de contrôler sur un même site les différentes phases de fabrication des étoffes. André Koechlin prend la direction en 1818. (maire de Mulhouse à deux reprises, de 1830 à 1831 et de 1832 à 1843)  Émile Koechlin (maire de Mulhouse de 1848 à 1852) participe aussi à l'entreprise. Il est Ingénieur dans la André Koechlin & Cie.
Depuis sa création, la société était la principale cliente des houillères de Ronchamp, en 1812 elle en devint le propriétaire. En 1843, la veuve de Daniel Dollfus dut vendre la concession à cause de mauvais résultats. Néanmoins, la société reste au conseil d’administration et demeure principale cliente et actionnaire.
En 1841, Émile Dollfus, frère de Jean Dollfus, directeur de DMC, maire de Mulhouse en 1843, succède à son beau-frère, André Koechlin, (et futur initiateur de la cité ouvrière de Mulhouse) ajoute aux activités de DMC la fabrication du fil à coudre, spécialité qui fait la renommée de l'entreprise.
L'entreprise continue également dans les tissus imprimés et est la première entreprise à utiliser une machine capable d'imprimer 12 couleurs. Frédéric Engel-Dollfus (1818-1883) entre comme associé de DMC en 1843. Saint-simonien, Frédéric Engel-Dollfus développe notamment la production de fil à coudre et de coton à broder, vendus dans le monde entier, et mécanise la production. En 1870, il prend une part active aux négociations économiques qui précèdent et suivent le traité de Francfort entre la Prusse et la France, en tant que membre de la Commission de défense des intérêts alsaciens, envoyé à Tours au gouvernement de la Défense nationale.
Frédéric Engel-Dollfus créé pour les ouvriers de l'entreprise une caisse de secours et de retraite, des assurances collectives, un asile de vieillards, une société d'encouragement à l'épargne, des écoles et des salles d'asile (ancêtres des maternelles). Il crée aussi à Mulhouse un « dispensaire pour enfants malades ». Enfin, il fonde l'Association préventive des accidents, à laquelle participent plusieurs fabricants. Cette association visait à la prévention des accidents du travail par des inspecteurs qui contrôlaient les manufactures associées. Cette initiative a partiellement influencé la promulgation des lois de 1871 (en Allemagne) et de 1874 (en France) améliorant les conditions de travail des ouvriers du point de vue de la sécurité et de la salubrité.
Frédéric Engel-Dollfus contribue aussi à fonder l'école de dessin destinée à former des dessinateurs pour l'industrie des toiles peintes et l'École de filature et tissage de Mulhouse (devenue aujourd'hui École Nationale Supérieure d'Ingénieurs Sud Alsace). Dans les années 1870, Frédéric Engel-Dolfus, se consacrant de plus en plus à ses activités philanthropiques, laisse la place à ses quatre fils, Frédéric, Alfred, Gustave et Eugène Engel. DMC voit alors s'opposer les Dollfus (Jean et Gustave) aux Engel, seuls les premiers voulant conserver les activités d'impression, tandis que les seconds veulent se concentrer sur le retordage. En 1877, Jean Dollfus quitte ses fonctions de direction de l'entreprise; Frédéric Engel-Dollfus et Gustave Dollfus restent (celui-ci, neveu de Jean et fils d'Emile, est le dernier de la famille Dollfus qui reste dans l'entreprise).
Dans une note du Droit à la paresse (1880), Paul Lafargue écrivait :
« Ce n’était pas parce que les Dollfus, les Kœchlin et autres fabricants alsaciens étaient des républicains, des patriotes et des philanthropes protestants qu’ils traitaient de la sorte leurs ouvriers ; car MM. Blanqui, l’académicien Reybaud, le prototype de Jérôme Paturot, et Jules Simon, le maître Jacques politique, ont constaté les mêmes aménités pour la classe ouvrière, chez les fabricants très catholiques et très monarchiques de Lille et de Lyon. Ce sont là des vertus capitalistes s’harmonisant à ravir avec toutes les fois politiques et religieuses. »
Déficitaire depuis de nombreuses années, la fabrique d'indienne est liquidée en 1888.
Entretemps, Jean Dollfus-Mieg rencontre la créatrice autrichienne de broderie Thérèse de Dillmont à l'occasion de l'Exposition universelle de 1878. Ce dernier voit l'importance des créations de broderie de Thérèse de Dillmont et tout le potentiel qu'elle apporterait à l'entreprise. Il réussit à la persuader de venir s'installer à Dornach, où est située l'entreprise DMC, afin d'y fonder une école de broderie.
Ce n'est qu'en 1884, que Thérèse de Dillmont quitta l'Académie de broderie de Vienne pour s'installer à Mulhouse. C'est là qu'elle écrit sa célèbre Encyclopédie des ouvrages de dames dont la première édition date de 1886.

### XXesiècle

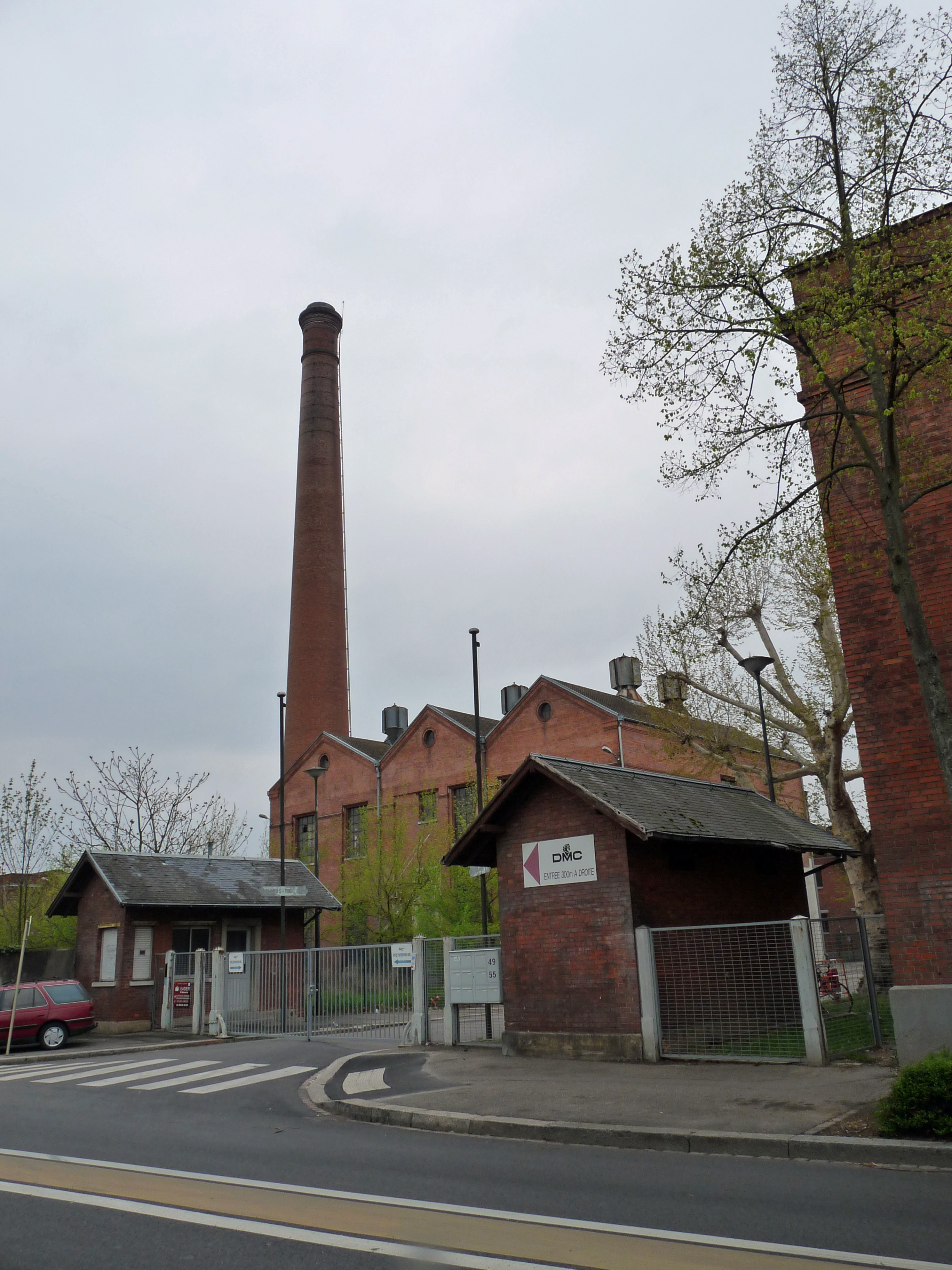
Entrée de l'usine de Mulhouse.

En 1922, DMC est cotée à la bourse de Paris.
Pendant l’Occupation de la France par l'Allemagne durant la Seconde Guerre mondiale, l’entreprise travaille pour les nazis dans la production de guerre.
En 1961, elle fusionne avec la société lilloise Thiriez et Cartier-Bresson. L'entreprise mulhousienne garde sa raison sociale mais remplace son logo, une cloche, par celui de Thiriez, une tête de cheval. Dans les années 1960, le groupe compte jusqu'à 30 000 salariés.
DMC se diversifie aussi dans le tissage (toiles à Remiremont et Bruay en Artois, tissés teints de Déchelette-Despierres à Roanne, éponge à Albert), dans l'impression sur étoffes (Texunion à Pfastatt et KBC à Lörrach) et le linge de maison (Descamps à Lille).
Le groupe compte aussi une usine de fermetures à glissière (Fermeture Ailée à Airaines) et dans l'édition (Éditions DMC spécialisées dans les livres concernant les ouvrages de couture et de broderie et Éditions Mame à Tours). Les éditions DMC ont édité l'Encyclopédie des Ouvrages de Dames de Thérèse de Dillmont, sur les travaux d'aiguille.
Elle subit les chocs pétroliers et la crise du textile européen confronté à la concurrence asiatique. En 1990, les effectifs ont déjà diminué de moitié, passant à 15 000 salariés. Les textiles imprimés passent aussi de mode. Le groupe essaye de se diversifier en lançant une vingtaine de magasins Loisirs et création proposant des articles de broderie et de décoration intérieure. Le déclin se poursuit et de 10 000 salariés en 1998, elle n'en compte plus qu'environ 1 100 dix ans plus tard.

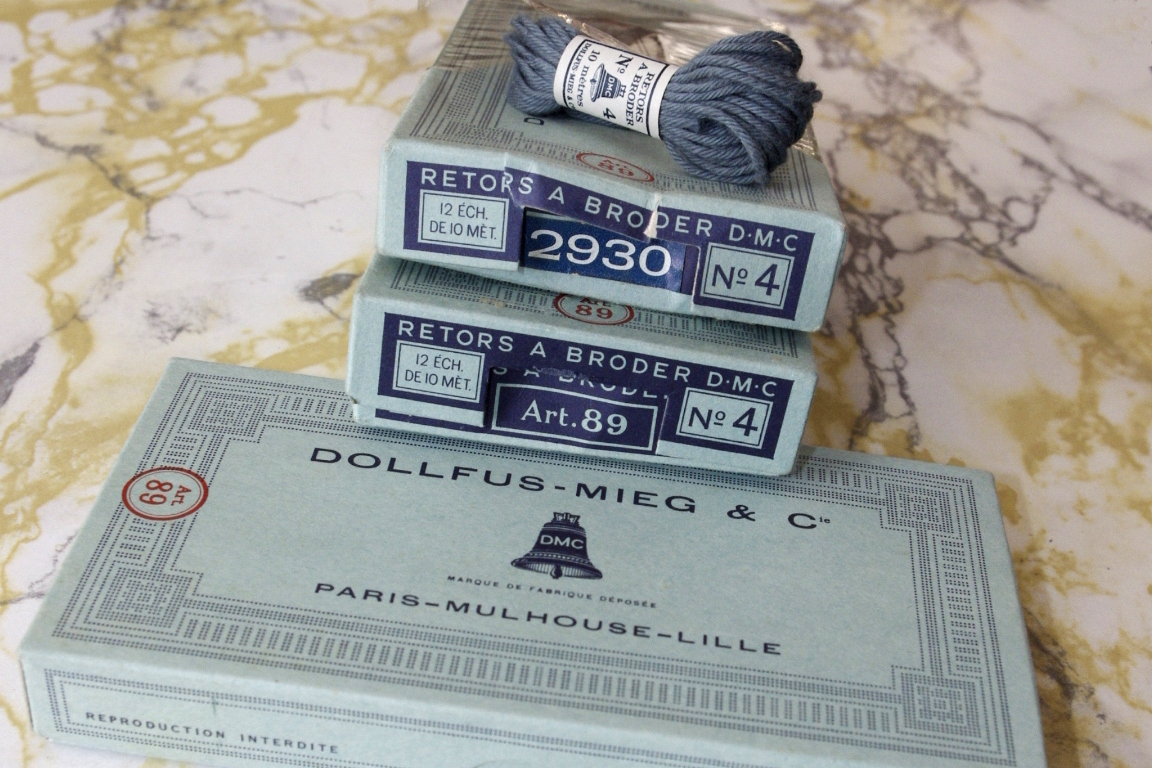
Boîte de coton DMC.
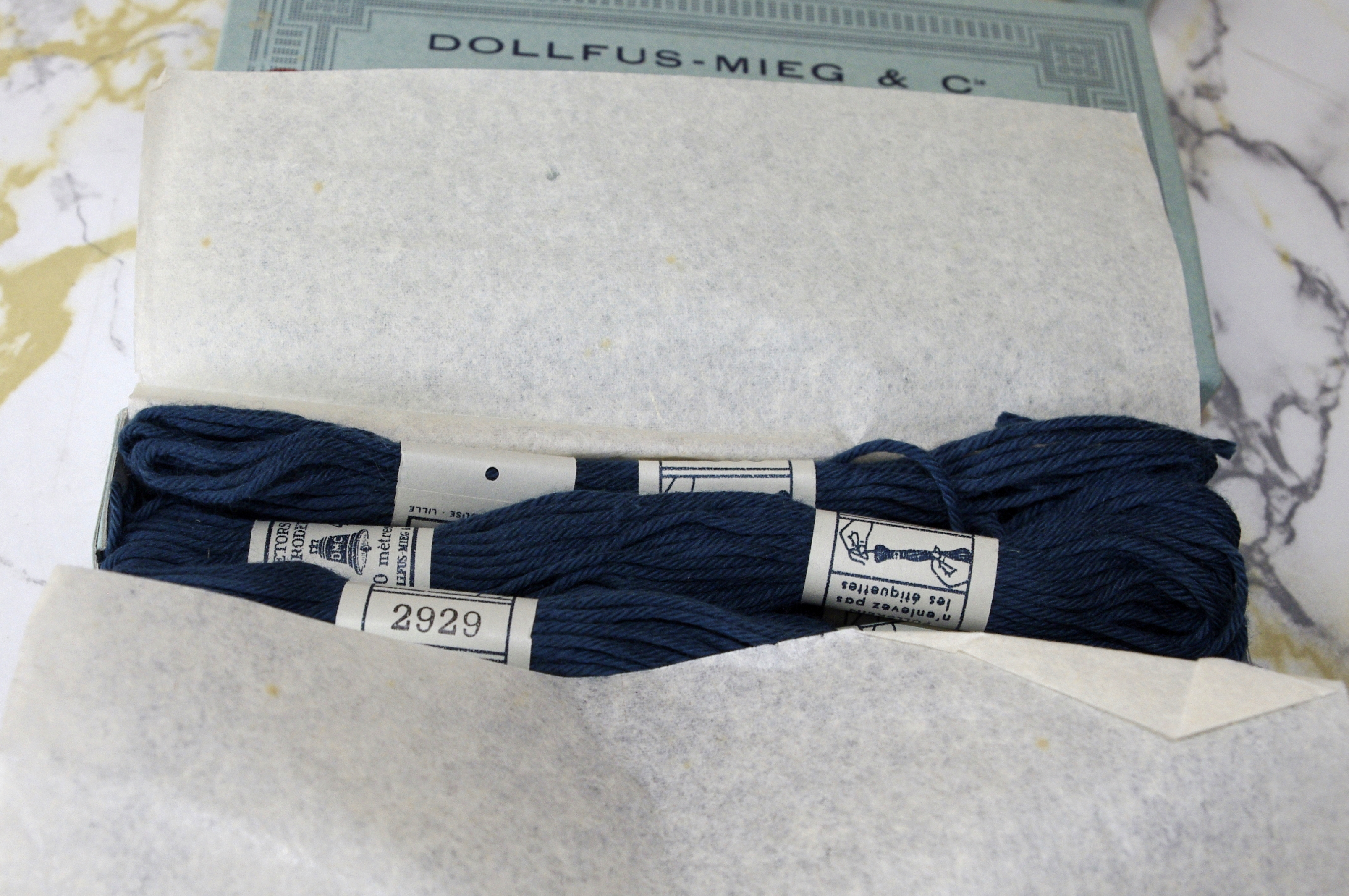
Écheveaux de coton DMC.
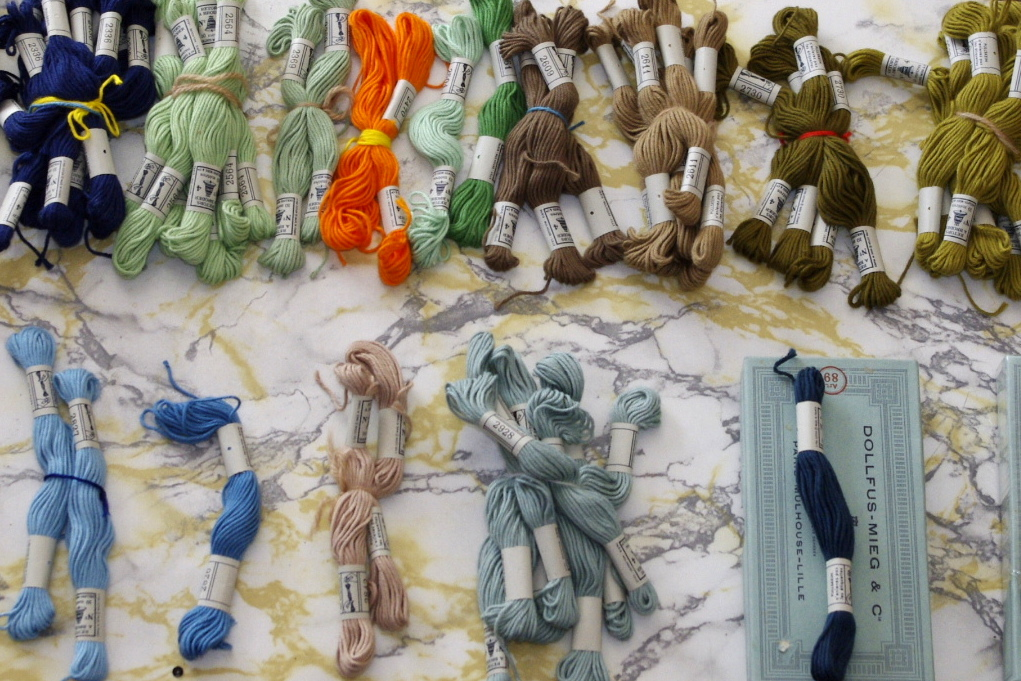
Échantillon de coton DMC.

### XXIesiècle
Mené sous la conduite de Jacques Boubal et son bras droit Dominique Poile, la restructuration se poursuit et en 2008 le groupe ne compte plus qu'environ 800 personnes. En plus des magasins, le groupe ne conserve plus que la fabrication du velours (SAIC Velcorex) et du fil à broder (DMC). L'accumulation des erreurs stratégiques du groupe débouche sur un échec cuisant avec un passif de l'ordre de 100 millions d'euros entraînant sa mise en cessation des paiements en mai 2008.
La société de conseil Bernard Krief Consulting (dirigée par Louis Petiet et devenue Krief Group) reprend, dans le cadre d'un plan de cession, l'activité velours de SAIC Velcorex en août 2008 (qui sera liquidée en mars 2010) et l'activité fil à broder en décembre 2008. Bernard Krief Consulting nomme, comme président de la nouvelle DMC SAS, l'ancien dirigeant Dominique Poile auquel il cède en 2009, en infraction à la loi, du capital.
Le 18 février 2009, la liquidation judiciaire de l'ancienne société est prononcée par le Tribunal de commerce de Paris. Les actions DMC sont retirées de la cote d'Euronext.
En 2011, le plan de cession de l'activité fil à broder est contesté par le dépôt d'une plainte pour escroquerie au jugement de décembre 2008.
En juin 2016, le fonds d’investissement britannique BlueGem Capital Partners annonce son intention de racheter 100 % du capital de DMC. Le rachat est effectué en septembre 2016.
En février 2019, la société a été acquise par le fonds d’investissement britannique, Lion Capital.